# Dommages aux infrastructures pendant la guerre russo-géorgienne
 (novembre 2020).

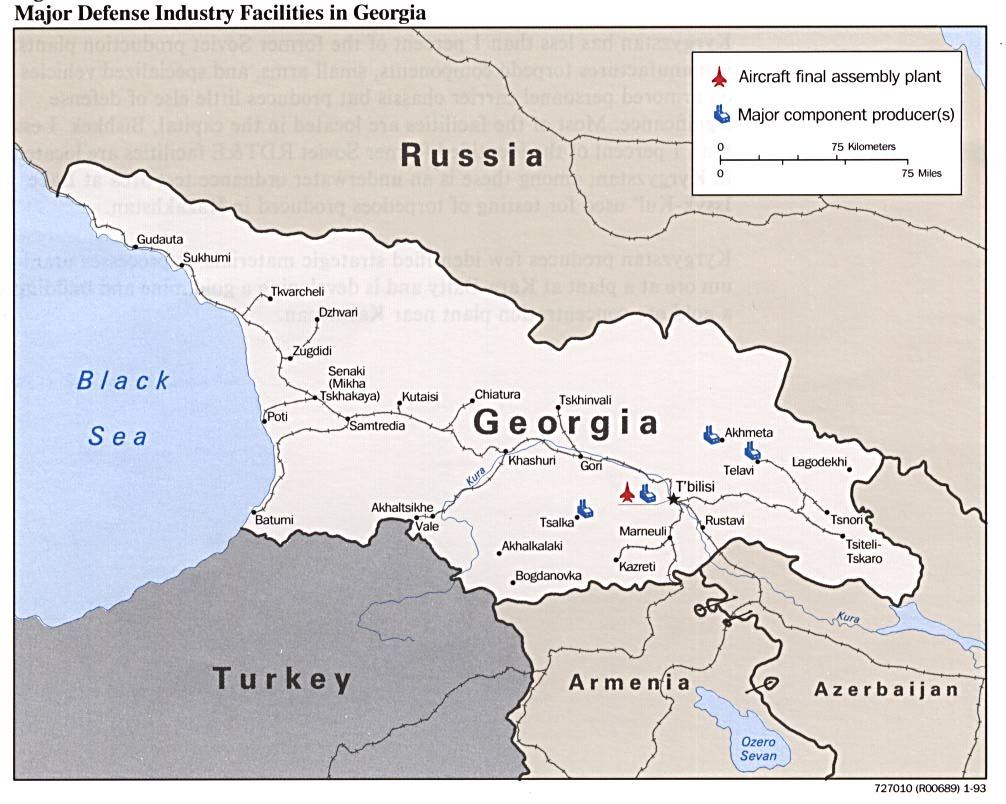
Carte américaine de l'industrie de défense de la Géorgie en 1993

Les dommages aux infrastructures pendant la guerre russo-géorgienne (guerre d'Ossétie du Sud en août 2008) sont devenus perceptibles le 12 août lorsque les autorités locales ont affirmé qu'environ 70 pour cent des bâtiments de Tskhinvali (publics et privés) avaient été endommagés pendant l'opération militaire géorgienne. Selon des déclarations russes ultérieures, environ 20% des bâtiments de Tskhinvali avaient été endommagés et 10% étaient "irréparables". Fin août, le vice-président du parlement d'Ossétie du Sud, Tarzan Kokoity, a affirmé que, selon une évaluation préliminaire, les dégâts géorgiens en Ossétie du Sud étaient évalués à 100 milliards de roubles.

## Contexte
Selon Human Rights Watch, dans la nuit du 7 au 8 août 2008, les forces géorgiennes ont massivement bombardé Tskhinvali et plusieurs villages ossètes voisins; la ville a également été fortement bombardée pendant la journée du 8 août. HRW a rapporté que des combattants sud-ossètes ont pris position dans des lieux civils (y compris des écoles), les transformant en cibles militaires. Plusieurs de ces endroits ont ensuite été touchés par l'artillerie géorgienne. Les bombardements ont repris à plus petite échelle le 9 août, lorsque les forces géorgiennes ont pris pour cible les troupes russes qui s'étaient déplacées vers Tskhinvali et d'autres régions d'Ossétie du Sud.

## Tskhinvali
Le gouvernement géorgien a rapporté que Tskhinvali avait été en grande partie réduit en décombres à la suite des attaques aériennes russes. "Lorsque les avions ont commencé à bombarder nos positions à Tskhinvali, c'est à ce moment-là que la plupart des bâtiments civils ont été incendiés", a expliqué David Kézérachvili. La journaliste russe Julia Latynina a également accusé la Russie d'avoir endommagé la ville, affirmant que lorsque les forces géorgiennes sont entrées à Tskhinvali, la ville était intacte. Après avoir été chassés par les Russes, la ville était en ruine.

## Bombardements russes
La Russie a bombardé des aérodromes et d'autres infrastructures économiques, y compris le port de Poti sur la mer Noire. De huit à onze chasseurs russes auraient frappés des porte-conteneurs et une usine de construction navale dans le port. Le 15 août 2008, les forces russes avançant vers Tbilissi ont fait sauter le pont ferroviaire près de Kaspi, à environ 50 kilomètres de la capitale géorgienne. La cimenterie et la zone civile de Kaspi auraient également été endommagées par les raids aériens russes. La destruction du pont ferroviaire a perturbé les communications est-ouest de la Géorgie et la principale route commerciale de l'Arménie.

## Institut des Nations unies pour la formation et la recherche
L’Institut des Nations unies pour la formation et la recherche (UNITAR) a publié une série de cartes satellites détaillées des régions touchées par la guerre, acquises le 19 août auprès de l’UNOSAT. Les dommages ont été évalués principalement à partir d'images satellites avec une résolution de 50 cm. Puisqu'il s'agissait d'une évaluation initiale, elle n'a pas été validée de manière indépendante sur le terrain. L'UNOSAT a signalé que 230 bâtiments à Tskhinvali (5,5% du total) avaient été détruits ou gravement endommagés. Dans les villages au nord de la ville, jusqu'à 51,9% des bâtiments ont été endommagés. L'UNOSAT a fourni des images de six navires de guerre géorgiens partiellement ou complètement submergés à Poti; aucun autre dommage aux infrastructures physiques ou déversement d'hydrocarbures lié aux navires n'a été révélé.
Human Rights Watch a utilisé les images satellite pour confirmer l'incendie généralisé de villages ethniques géorgiens par la milice ossète en Ossétie du Sud. Amnesty International a noté que la plupart des dégâts à Tskhinvali avaient été subis le 10 août ou avant et ont probablement été causés par les combats intenses entre les armées géorgienne et russe autour du 8 août. Cependant, un certain nombre de villages géorgiens près de Tskhinvali ont été endommagés après la fin des principales hostilités.